# Emmerico Nunes
Emmerico Hartwich Nunes (Lisboa, 6 de janeiro de 1888 — 18 de janeiro de 1968), foi um pintor, ilustrador e caricaturista português. Pertence à primeira geração de artistas modernistas portugueses.

## Biografia / Obra

Domingos Rebelo, Eduardo Viana, Solá e Amadeo de Souza-Cardoso, Paris, 1910, desenho aguarelado, 19,8 x 16,6 cm

De ascendência portuguesa (pela parte do pai) e alemã (pela parte da mãe), a sua vida e obra seriam "fortemente marcadas pela sua condição de artista entre duas pátrias".
Parte para Paris em 1906 (onde permanece até 1911), depois para Munique (1911-1914), tornando-se colaborador da revista semanal Meggendorfer Blätter. Após a eclosão da 1ª Guerra Mundial fixa residência em Zurique (1914-1918). Realiza exposições individuais na Suiça e em Lisboa e mantém a colaboração com a revista alemã. Regressa a Portugal em 1918. Torna-se colaborador efetivo da revista semanal Fliegende Blätter (1919-1936); colabora nas revistas espanholas Buen Humor, Esfera e Mundo Gráfico (1920-1936). Em Portugal, a partir da década de 1920, colabora em revistas como: ABC; ABC-zinho; Ilustração  (iniciada em 1926); Magazine Bertrand; O riso d'a vitória (1919-); Panorama (revista portuguesa de arte e turismo).
Pintor, desenhador publicitário, ilustrador e restaurador de pinturas, é acima de tudo como desenhador humorista que se notabiliza, tendo exposto nas Exposições dos Humoristas entre 1912 e 1924. Para além de centenas de desenhos humorísticos publicados em periódicos alemães, suíços, holandeses, espanhóis e portugueses, a sua obra obra inclui uma importante produção de pintura (retrato, auto-retrato, paisagem).
Expõe nas exposições da Sociedade Nacional de Belas Artes entre 1910 e 1956, tendo ganho a 1ª Medalha de caricatura em 1910 e a 2ª Medalha de pintura em 1917. Participa nas Exposições de Arte Moderna do S.P.N./S.N.I. de 1935 a 1951.
Entre 1937 e 1939 integra, juntamente com Bernardo Marques, Carlos Botelho, Fred Kradolfer, Thomaz de Mello e José Rocha, a equipa de decoradores do S.P.N. (Secretariado de Propaganda Nacional) encarregues da realização dos pavilhões de Portugal nas exposições de Paris, Nova Iorque e S. Francisco (Exposição Internacional de Artes e Técnicas, Paris, 1937; Feira Mundial de Nova Iorque, 1939; Exposição Internacional de S. Francisco, Califórnia, 1939). Participa na decoração da Exposição do Mundo Português, 1940, sendo agraciado com o grau de Oficial da Ordem Militar de Cristo (4 de março de 1941).
Morre em 1968, depois de ter vivido grande parte da sua vida em Sines, no Alentejo.
Em 1972 a sua obra multifacetada foi apresentada no Secretariado Nacional de Informação, Lisboa.
Em 2013 o Centro de Arte Moderna José de Azeredo Perdigão apresenta a exposição A obra perdida de Emmerico Nunes, que permite mostrar, pela primeira vez, um conjunto coerente da sua colaboração para o periódico alemão Meggendorfer Blätter.
Embora de maneira secundária, "Emmerico Nunes ficou [...] ligado aos primórdios e à evolução do modernismo português e definindo, de certo modo, uma faceta do seu [...] ecletismo, nos anos 20 e 30, especialmente".